# Cethosia tymbrasa
Cethosia tymbrasa är en fjärilsart som beskrevs av Hans Fruhstorfer 1912. Cethosia tymbrasa ingår i släktet Cethosia och familjen praktfjärilar. Inga underarter finns listade i Catalogue of Life.